# Clifford Gray
Clifford Barton Gray (Chicago, 29 januari 1892 – Spring Valley (Californië), 9 november 1969) was een Amerikaans bobsleeremmer. 

## Loopbaan
Gray won in 1928 de gouden medaille als remmer in de vijfmansbob. Vier jaar later was dit onderdeel vervangen door de viermansbob, wederom veroverde Gray de gouden medaille. Tijdens de wereldkampioenschappen in 1937 won Gray de bronzen medaille in de viermansbob.

## Resultaten
- Olympische Winterspelen 1928 in Sankt Moritz  in de vijfmansbob
- Olympische Winterspelen 1932 in Lake Placid  in de viermansbob
- Wereldkampioenschappen bobsleeën 1937 in Sankt Moritz  in de viermansbob

1924: Scherrer / Neveu / A.Schläppi / H.Schläppi ·
1928: Fiske / Tucker / Mason / Gray / Parke ·
1932: Fiske / Eagan / Gray / O'Brien ·
1936: Musy / Gartmann / Bouvier / Beerli ·
1948: Tyler / Martin / Rimkus / D'Amico ·
1952: Ostler / Kuhn / Nieberl / Kemser ·
1956: Kapus / Diener / Alt / Angst ·
1964: V.Emery / Kirby / Anakin / J.Emery ·
1968: Monti / De Paolis / Zandonella / Armano ·
1972: Wicki / Leutenegger / Camichel / Hubacher ·
1976: Nehmer / Babock / Germeshausen / Lehmann ·
1980: Nehmer / Musiol / Germeshausen / Gerhardt ·
1984: Hoppe / Wetzig / Schauerhammer / Kirchner ·
1988: Fasser / Meier / Fässler / Stocker ·
1992: Appelt / Schroll / Winkler / Haidacher ·
1994: Czudaj / Brannasch / Hampel / Szelig ·
1998: Langen / Zimmermann / Jakobs / Hampel ·
2002: Lange / Kühn / Kuske / Embach ·
2006: Lange / Hoppe / Kuske / Putze ·
2010: Holcomb / Mesler / Tomasevicz / Olsen ·
2014: Melbārdis / Dreiškens / Vilkaste / Strenga  ·
2018: Friedrich / Bauer / Grothkopp / Margis   ·
2022: Friedrich / Margis / Bauer / Schüller